# Lac Minogami
Le lac Minogami (ancienne désignation : Lac à la Truite, ou Trout Lake) est un plan d'eau douce dont la moitié :
- nord est dans la municipalité de Saint-Mathieu-du-Parc dans la municipalité régionale de comté (MRC) de Maskinongé, et
- sud est dans le secteur Saint-Gérard-des-Laurentides de la ville de Shawinigan, dans la région administrative de la Mauricie, au Québec, au Canada.

Ce lac est réputé pour son camp de vacances, Minogami, créé en 1963 et qui fait partie de la famille des Camps Odyssée. Accueillant annuellement la jeunesse et les animateurs durant la période estivale, le camp Minogami est spécialisé en expédition de canot-camping. Ce camp est situé sur la rive sud du lac. Il est aménagé sur une presqu'île.

## Géographie
Le lac Minogami (altitude : 256 m) est situé au sud du Parc national de la Mauricie, à l'ouest de la rivière Saint-Maurice, à 15 km au nord-ouest de Grand-Mère et à l'ouest du Lac à la Pêche.
Ce lac est alimenté par la décharge du lac Grenier (altitude : 263 m) lequel est situé au sud. L'embouchure du lac Minogami est situé à l'ouest du lac. Tandis que son émissaire est le ruisseau McLaren lequel coule vers le sud-ouest en traversant le lac McLaren, puis il va se déverser dans la rivière Shawinigan dans Saint-Mathieu-du-Parc.

## Toponymie
Différentes significations ont été attribuées à ce toponyme d'origine amérindienne dont "eau claire", "eau bonne à boire", "belle eau" et c'est un lac bien fait, un beau lac pour voyager. Les autochtones de Sanmaur connaissaient également ce lac sous le nom de Minogami. Dès 1920, les citoyens s'identifiait par leur adresse à Minogami, conformément aux consignes du bureau de poste local, désigné par Minogami.
En 1964, la Commission de géographie adoptait le toponyme "Lac Minogami" en substitution officielle de l'appellation locale de "Lac à la Truite", ou "Trout Lake", qui figurait sur certaines cartes.
Le toponyme « Lac Minogami » a été officialisé le 5 décembre 1968 à la Banque des noms de lieux de la Commission de toponymie du Québec.